# Felix Agu
Felix Agu (ur. 27 września 1999 w Osnabrücku) – niemiecki piłkarz nigeryjskiego pochodzenia występujący na pozycji obrońcy w niemieckim klubie Werder Brema. Wychowanek VfL Osnabrück. Były młodzieżowy reprezentant Niemiec.